# Vzorník barev RAL

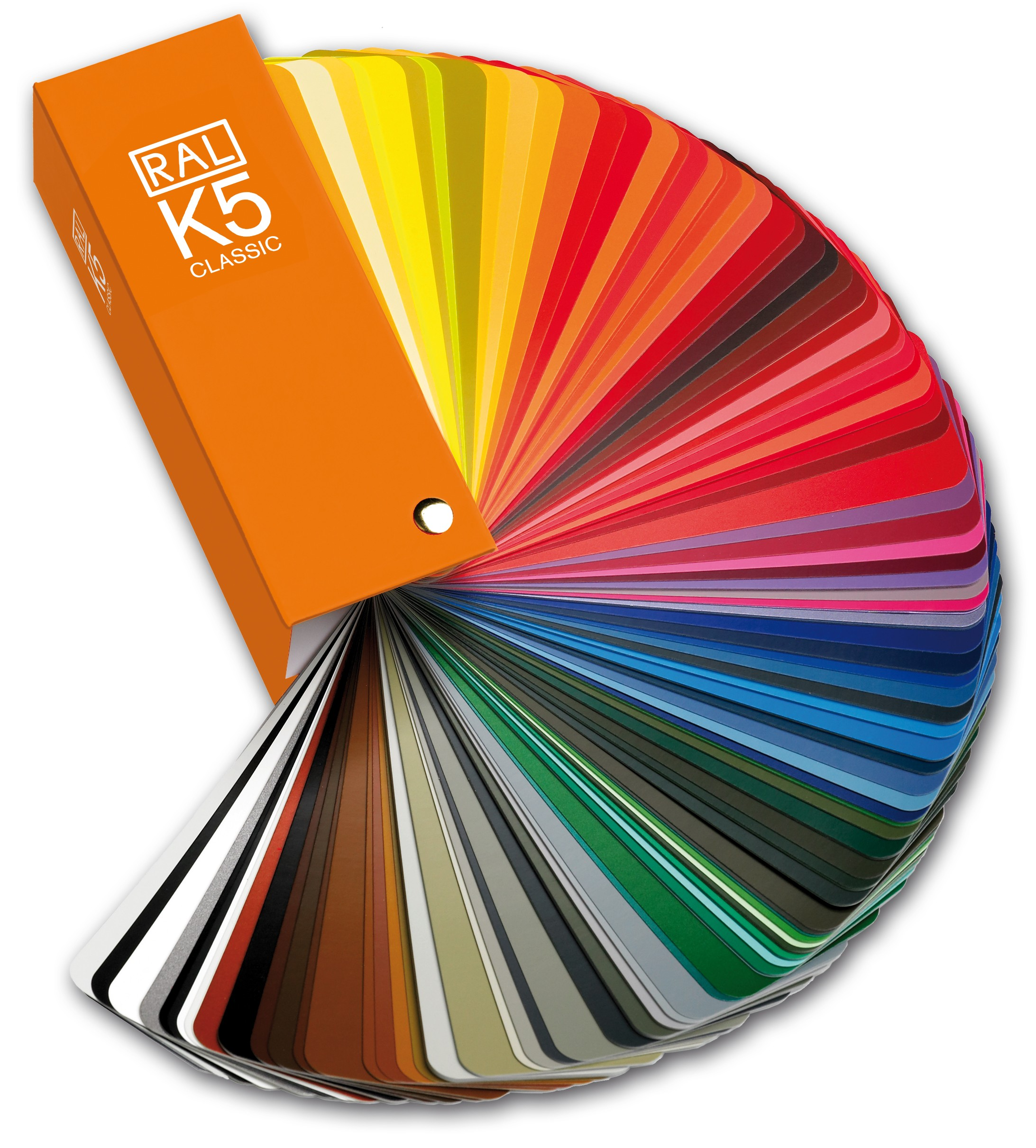
Vzorník RAL Classic

Vzorník barev RAL je celosvětově uznávaný standard pro stupnici barevných odstínů, který se používá především v průmyslové výrobě interiérových či exteriérových nátěrových hmot a stavebnictví obecně. Jeho smyslem je především možnost získání vždy přesně stejného odstínu barvy. Označení RAL je zkratkou pro ReichsAusschuss für Lieferbedingungen (Říšský výbor pro dodací podmínky).

## Historie
Již od roku 1927 byly odstíny postupně standardizovány Německým institutem pro záruku jakosti a certifikaci (Deutsches Institut für Guetesicherung und Kennzeichnung). Nejprve bylo definováno jen 40 barev pod názvem RAL 840, ve třicátých letech bylo značení barev RAL změněno na čtyřmístný systém používaný dodnes a nazvaný RAL 840 R (Revisiert). Po dvou revizích v letech 1953 a 1961 se systém označoval jako RAL 840-HR. V šedesátých letech bylo, kromě překladu názvů barev do cizích jazyků, zavedeno pomocné značení, které mělo zabránit přesmyčce čísel. V osmdesátých letech byl zaveden registr lesklých barev RAL 841-GL a konečně v roce 1993 byla přidána řada RAL Design System.

## Vzorník barev

### RAL Classic
RAL Classic obsahuje 213 odstínů, včetně metalických, používaných převážně v průmyslové výrobě (ocelové konstrukce, výroba nábytku apod.).

#### Žlutá a béžová
| barevný vzorek | označení RAL | český název         |
| -------------- | ------------ | ------------------- |
|                | RAL 1000     | Béžová zelená       |
|                | RAL 1001     | Béžová              |
|                | RAL 1002     | Písková             |
|                | RAL 1003     | Signální žlutá      |
|                | RAL 1004     | Zlatožlutá          |
|                | RAL 1005     | Žlutá medová        |
|                | RAL 1006     | Žlutá kukuřičná     |
|                | RAL 1007     | Žlutá narcisová     |
|                | RAL 1011     | Hnědobéžová         |
|                | RAL 1012     | Citrónová žlutá     |
|                | RAL 1013     | Perlová bílá        |
|                | RAL 1014     | Slonová kost        |
|                | RAL 1015     | Slonová kost světlá |
|                | RAL 1016     | Sírová žlutá        |
|                | RAL 1017     | Žlutá šafránová     |
|                | RAL 1018     | Zinková žlutá       |
|                | RAL 1019     | Šedobéžová          |
|                | RAL 1020     | Žlutá olivová       |
|                | RAL 1021     | Žlutá hořčičná      |
|                | RAL 1023     | Žlutá dopravní      |
|                | RAL 1024     | Žlutá okrová        |
|                | RAL 1026     | Fluorescenční žlutá |
|                | RAL 1027     | Žlutá kari          |
|                | RAL 1028     | Melounová žlutá     |
|                | RAL 1032     | Banánová žlutá      |
|                | RAL 1033     | Jiřinková žlutá     |
|                | RAL 1034     | Pastelová žlutá     |
|                | RAL 1035     | Perlová béžová      |
|                | RAL 1036     | Perlová zlatá       |
|                | RAL 1037     | Sluneční žlutá      |

#### Oranžová
| barevný vzorek | označení RAL | český název                   |
| -------------- | ------------ | ----------------------------- |
|                | RAL 2000     | Žlutooranžová                 |
|                | RAL 2001     | Červeno oranžová              |
|                | RAL 2002     | Rumělková                     |
|                | RAL 2003     | Oranžová pastelová            |
|                | RAL 2004     | Oranžová pravá                |
|                | RAL 2005     | Fluorescenční oranžová        |
|                | RAL 2007     | Fluorescenční světle oranžová |
|                | RAL 2008     | Světlečervená oranžová        |
|                | RAL 2009     | Dopravní oranžová             |
|                | RAL 2010     | Signální oranžová             |
|                | RAL 2011     | Oranžová tmavá                |
|                | RAL 2012     | Lososová oranžová             |
|                | RAL 2013     | Perlová oranžová              |

#### Červená
| barevný vzorek | označení RAL | český název           |
| -------------- | ------------ | --------------------- |
|                | RAL 3000     | Ohnivě červená        |
|                | RAL 3001     | Signální červená      |
|                | RAL 3002     | Karmínová             |
|                | RAL 3003     | Rubínová              |
|                | RAL 3004     | Purpurově červená     |
|                | RAL 3005     | Vínová červená        |
|                | RAL 3007     | Červenočerná          |
|                | RAL 3009     | Oxidovaná červená     |
|                | RAL 3011     | Červenohnědá          |
|                | RAL 3012     | Červenobéžová         |
|                | RAL 3013     | Tomatová červená      |
|                | RAL 3014     | Starorůžová           |
|                | RAL 3015     | Světlá růžová         |
|                | RAL 3016     | Korálová červená      |
|                | RAL 3017     | Růžová                |
|                | RAL 3018     | Jahodová červená      |
|                | RAL 3020     | Dopravní červená      |
|                | RAL 3022     | Lososová růžová       |
|                | RAL 3024     | Zářivá červená        |
|                | RAL 3026     | Zářivá světle červená |
|                | RAL 3027     | Malinová červená      |
|                | RAL 3028     | Čistá červená         |
|                | RAL 3031     | Orientální červená    |
|                | RAL 3032     | Perleťově rubínová    |
|                | RAL 3033     | Perleťová růžová      |
|                | RAL 3034     | Vinamit červená       |

#### Fialová
| barevný vzorek | označení RAL | český název        |
| -------------- | ------------ | ------------------ |
|                | RAL 4001     | Červená lila       |
|                | RAL 4002     | Červenofialová     |
|                | RAL 4003     | Fialová vřesová    |
|                | RAL 4004     | Burgundská fialová |
|                | RAL 4005     | Modrofialová       |
|                | RAL 4006     | Dopravní purpurová |
|                | RAL 4007     | Purpurová fialková |
|                | RAL 4008     | Fialová signální   |
|                | RAL 4009     | Pastelová fialová  |
|                | RAL 4010     | Nachová            |
|                | RAL 4011     | Levandulová        |
|                | RAL 4012     | Ostružinová        |
|                | RAL 4013     | Vinamit Fialová    |

#### Modrá
| barevný vzorek | označení RAL | český název             |
| -------------- | ------------ | ----------------------- |
|                | RAL 5000     | Modrofialová            |
|                | RAL 5001     | Zelenomodrá             |
|                | RAL 5002     | Ultramarínová           |
|                | RAL 5003     | Safírová modrá          |
|                | RAL 5004     | Modročerná              |
|                | RAL 5005     | Signální modrá          |
|                | RAL 5007     | Brilantní modrá         |
|                | RAL 5008     | Šedomodrá               |
|                | RAL 5009     | Azurová                 |
|                | RAL 5010     | Enziánová modrá         |
|                | RAL 5011     | Ocelová modrá           |
|                | RAL 5012     | Světle modrá            |
|                | RAL 5013     | Kobaltová modrá         |
|                | RAL 5014     | Holubí modrá            |
|                | RAL 5015     | Nebeská modrá           |
|                | RAL 5017     | Dopravní modrá          |
|                | RAL 5018     | Tyrkysová modrá         |
|                | RAL 5019     | Modrá Capri             |
|                | RAL 5020     | Modrá oceán             |
|                | RAL 5021     | Vodní modrá             |
|                | RAL 5022     | Noční modrá             |
|                | RAL 5023     | Modrošedá               |
|                | RAL 5024     | Pastelová modrá         |
|                | RAL 5025     | Perleťová hořečná modrá |
|                | RAL 5026     | Perleťová noční modrá   |
|                | RAL 5027     | Lux modrá               |

#### Zelená
| barevný vzorek | označení RAL | český název          |
| -------------- | ------------ | -------------------- |
|                | RAL 6000     | Zelená patina        |
|                | RAL 6001     | Smaragdová zelená    |
|                | RAL 6002     | Listová zelená       |
|                | RAL 6003     | Olivová zelená       |
|                | RAL 6004     | Modrozelená          |
|                | RAL 6005     | Mechová zelená       |
|                | RAL 6006     | Olivová zelenošedá   |
|                | RAL 6007     | Lahvově zelená       |
|                | RAL 6008     | Hnědozelená          |
|                | RAL 6009     | Jedlová zelená       |
|                | RAL 6010     | Trávová zelená       |
|                | RAL 6011     | Rezedová zelená      |
|                | RAL 6012     | Černozelená          |
|                | RAL 6013     | Rákosová zelená      |
|                | RAL 6014     | Olivová zelenožlutá  |
|                | RAL 6015     | Olivová zelenočerná  |
|                | RAL 6016     | Tyrkysová zelená     |
|                | RAL 6017     | Májová zelená        |
|                | RAL 6018     | Zelenožlutá          |
|                | RAL 6019     | Pastelová zelená     |
|                | RAL 6020     | Chromová zelená      |
|                | RAL 6021     | Bledězelená          |
|                | RAL 6022     | Olivová hnědá        |
|                | RAL 6024     | Dopravní zelená      |
|                | RAL 6025     | Zelená               |
|                | RAL 6026     | Zelená opálová       |
|                | RAL 6027     | Světle zelená        |
|                | RAL 6028     | Borovicová zelená    |
|                | RAL 6029     | Mátová zelená        |
|                | RAL 6032     | Signální zelená      |
|                | RAL 6033     | Tyrkysová mátová     |
|                | RAL 6034     | Pastelová tyrkysová  |
|                | RAL 6035     | Perleťová zelená     |
|                | RAL 6036     | Kapradinová zelená   |
|                | RAL 6037     | Čistě zelená         |
|                | RAL 6038     | Fluorescenční zelená |
|                | RAL 6039     | Lux zelená           |
|                | RAL 6040     | Vinamit zelená       |

#### Šedá
| barevný vzorek | označení RAL | český název        |
| -------------- | ------------ | ------------------ |
|                | RAL 7000     | Veverčí šedá       |
|                | RAL 7001     | Stříbrošedá        |
|                | RAL 7002     | Olivová šedá       |
|                | RAL 7003     | Lišejníková šedá   |
|                | RAL 7004     | Signální šedá      |
|                | RAL 7005     | Myší šedá          |
|                | RAL 7006     | Béžovošedá         |
|                | RAL 7008     | Šedá khaki         |
|                | RAL 7009     | Zelenošedá         |
|                | RAL 7010     | Stanová šedá       |
|                | RAL 7011     | Ocelová šedá       |
|                | RAL 7012     | Čedičová šedá      |
|                | RAL 7013     | Hnědošedá          |
|                | RAL 7015     | Břidlicová šedá    |
|                | RAL 7016     | Antracitová šedá   |
|                | RAL 7021     | Černošedá          |
|                | RAL 7022     | Stínová šedá       |
|                | RAL 7023     | Betonová šedá      |
|                | RAL 7024     | Grafitová šedá     |
|                | RAL 7026     | Žulová šedá        |
|                | RAL 7030     | Kamenná šedá       |
|                | RAL 7031     | Modrošedá          |
|                | RAL 7032     | Štěrková šedá      |
|                | RAL 7033     | Cementová šedá     |
|                | RAL 7034     | Šedožlutá          |
|                | RAL 7035     | Světle šedá        |
|                | RAL 7036     | Platinová šedá     |
|                | RAL 7037     | Prachová šedá      |
|                | RAL 7038     | Achátová šedá      |
|                | RAL 7039     | Křemenná šedá      |
|                | RAL 7040     | Okenní šedá        |
|                | RAL 7042     | Dopravní šedá A    |
|                | RAL 7043     | Dopravní šedá B    |
|                | RAL 7044     | Hedvábná šedá      |
|                | RAL 7045     | Telešedá 1         |
|                | RAL 7046     | Telešedá 2         |
|                | RAL 7047     | Telešedá 4         |
|                | RAL 7048     | Perleťová myší šeď |

#### Hnědá
| barevný vzorek | označení RAL | český název       |
| -------------- | ------------ | ----------------- |
|                | RAL 8000     | Zelenohnědá       |
|                | RAL 8001     | Okrová hnědá      |
|                | RAL 8002     | Signální hnědá    |
|                | RAL 8003     | Antuková hnědá    |
|                | RAL 8004     | Měděná hnědá      |
|                | RAL 8007     | Světle žlutohnědá |
|                | RAL 8008     | Olivová hnědá     |
|                | RAL 8011     | Oříšková hnědá    |
|                | RAL 8012     | Červenohnědá      |
|                | RAL 8014     | Sépiová hnědá     |
|                | RAL 8015     | Kaštanová hnědá   |
|                | RAL 8016     | Mahagonová hnědá  |
|                | RAL 8017     | Čokoládová hnědá  |
|                | RAL 8019     | Šedohnědá         |
|                | RAL 8022     | Černohnědá        |
|                | RAL 8023     | Hnědooranžová     |
|                | RAL 8024     | Hnědobéžová       |
|                | RAL 8025     | Světle hnědá      |
|                | RAL 8028     | Zemní hnědá       |
|                | RAL 8029     | Čistě hnědá       |

#### Bílá a černá
| barevný vzorek | označení RAL | český název         |
| -------------- | ------------ | ------------------- |
|                | RAL 9001     | Krémová             |
|                | RAL 9002     | Šedobílá            |
|                | RAL 9003     | Signální bílá       |
|                | RAL 9004     | Signální černá      |
|                | RAL 9005     | Černá               |
|                | RAL 9006     | Bílý hliník         |
|                | RAL 9007     | Šedý hliník         |
|                | RAL 9010     | Čistě bílá          |
|                | RAL 9011     | Grafitová černá     |
|                | RAL 9016     | Dopravní bílá       |
|                | RAL 9017     | Dopravní černá      |
|                | RAL 9018     | Bílá papyrus        |
|                | RAL 9022     | Perlová světle šedá |
|                | RAL 9023     | Perlová tmavě šedá  |

#### Neplatné barvy
Barvy, které byly odstraněny z registru.
| barevný vzorek | označení RAL | český název |
| -------------- | ------------ | ----------- |
|                | RAL 4000     |             |
|                | RAL 7018     |             |
|                | RAL 7027     |             |
|                | RAL 7028     |             |
|                | RAL 8020     |             |

#### Barvy používanéBundeswehrem
Paleta F9 je používaná Bundeswehrem (německá spolková obrana) od roku 1984. 
| barevný vzorek | označení RAL | český název     |
| -------------- | ------------ | --------------- |
|                | RAL 6031     | Bronzově zelená |
|                | RAL 8027     | Kožená hnědá    |
|                | RAL 9021     | Dehtově černá   |

### RAL Design System
RAL Design System se skládá z 1625 odstínů  určených především pro přesný výběr barevného odstínu při návrhu interiérů.

### RAL Effect
RAL Effect zahrnuje 420 plných barev a 70 metalických pro vodouředitelné nátěrové hmoty.